# Julius Herner
Julius Herner   (Hannover, 27 de juliol de 1866 - 13 de desembre de 1950) va ser un violoncel·lista solista alemany.

## Biografia
Julius Herner va néixer Regne de Hannover com a fill del director i compositor Karl Herner, que treballava al Opernhaus.
Herner va ser alumne de Karl Schröder i Julius Klengel. El 1887 va aparèixer a Londres com a solista al violoncel a l'orquestra d'August Manns al Crystal Palace.
A principis del segle xx, Julius Herner va treballar als Estats Units d'Amèrica al voltant de 1915 com a violoncel·lista solista permanent al Metropolitan Opera de Nova York.
Segons la informació privada de Frank Greene al seu lloc [musicsack.com], Julius Herner va ser membre de la Orquestra Filharmònica de Los Angeles, Califòrnia des de 1920 fins a 1922. En conseqüència, es diu que Herner va morir el 13 de desembre de 1950.